# Johannes Hildisch
Johannes Hildisch (* 3. Dezember 1922 in Stolp, Pommern; † 16. Oktober 2001 in Berlin) war ein deutscher Architekt und Numismatiker.

## Leben

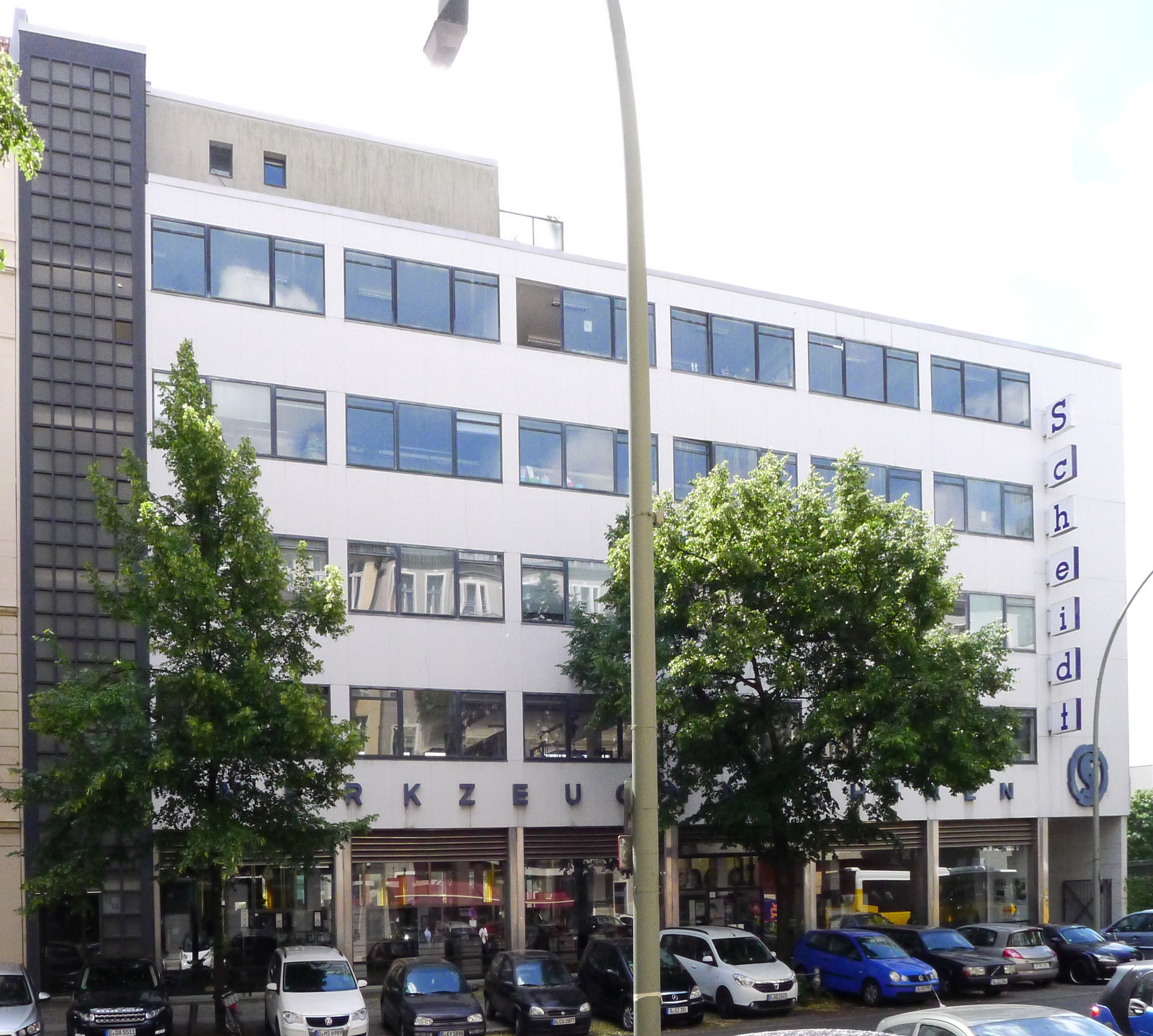
Helmholtzstraße 13/14

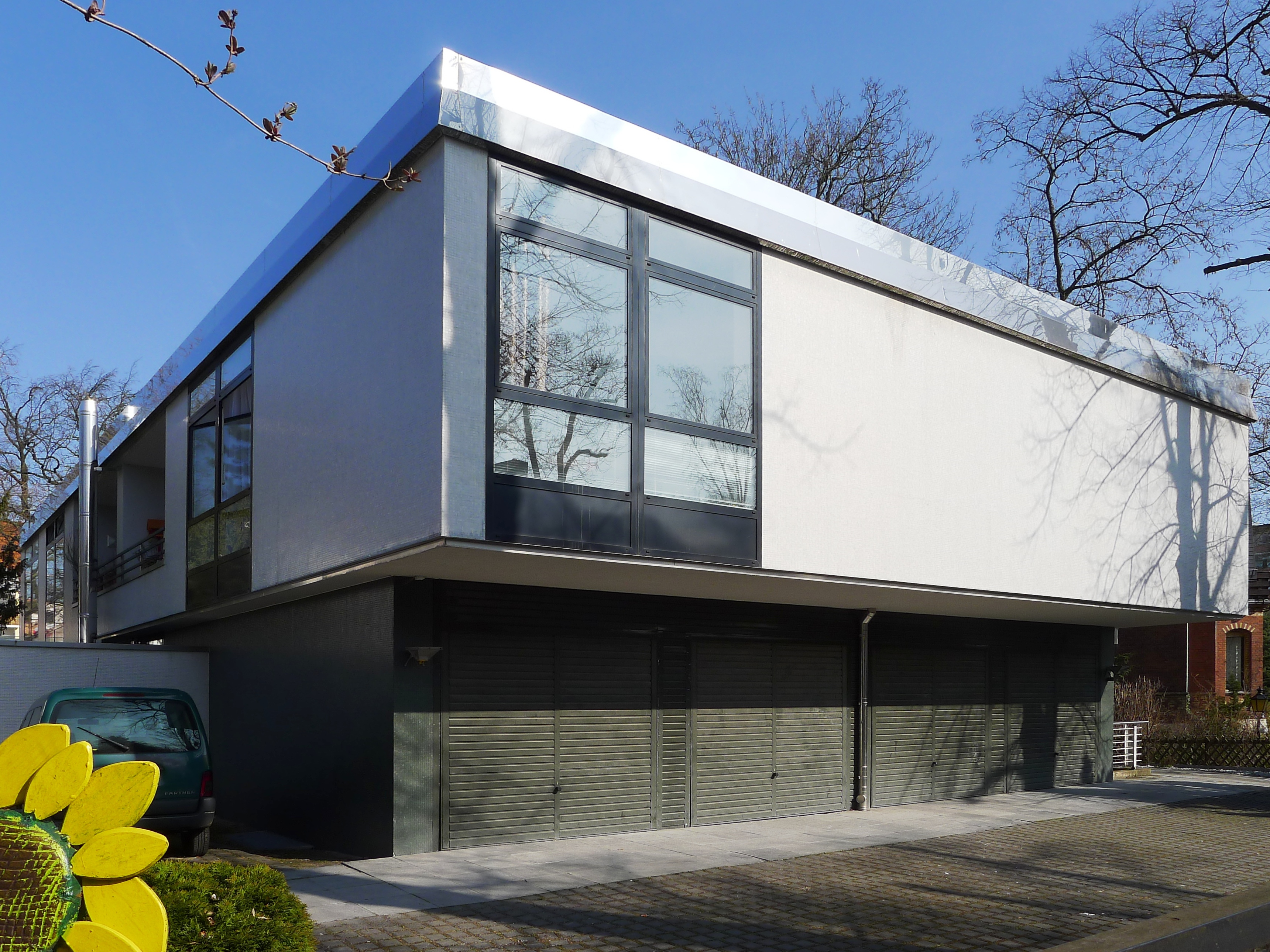
Nussbaumallee 1/3

Johannes Hildisch verbrachte seine Jugend in Pyritz und erlernte dort das Maurerhandwerk. 1940 begann er ein Fachschulstudium an der Staatsbauschule Stettin, das er 1942, zur Wehrmacht eingezogen, abbrechen musste. Das Kriegsende erlebte er verwundet in einem Lazarett in Schwerin. Dann kam er als Hochbautechniker in die Planungsabteilung des Kreisbauamtes Schwerin. 1948 begann er ein Studium an der Hochschule für Baukunst und bildende Kunst Weimar, u. a. bei Professor Hermann Henselmann, dem er nach Ost-Berlin folgte. Im Jahr 1950 flüchtete Hildisch nach West-Berlin. Im Jahr 1954 verließ er die dortige Hochschule für Bildende Künste mit dem akademischen Grad eines Diplom-Ingenieurs und gründete 1959 mit Gerd Brand ein eigenes Büro. Hildisch baute in Westerland auf Sylt das Meerwasser-Hallenbad sowie u. a. die 1995 in den Berliner Ortsteilen Charlottenburg und Westend unter Denkmalschutz gestellten Häuser Helmholtzstraße 13/14 und Nußbaumallee 1/3. Hildisch ging 1975 nach Lüneburg, wo er bis 1983 als Stadtbildpfleger angestellt war.
Johannes Hildisch engagierte sich in der Gesellschaft für pommersche Geschichte, Altertumskunde und Kunst, wurde in deren Vorstand gewählt und zum Kurator für Numismatik ernannt. Die Historische Kommission für Pommern berief Hildisch zu ihrem ordentlichen Mitglied. Sein 1980 veröffentlichter Münzkatalog wurde zum vielzitierten Standardwerk über die Münzprägungen der pommerschen Herzöge.

## Schriften
- Der Wettbewerb um den Neubau der Freien Universität, in: Neue Bauwelt, 6.Jg., Heft 49 , Berlin 1951.
- Wettbewerb Neubau der Freien Universität, Ausführungsentwurf und 1. Studentenpreis, in: Colloquium, 5.Jg., Heft Nr. 12, Berlin S. 1951.
- Zwischen Minaretts und Cadillacs. Reisebericht aus Istanbul. In: Der Tag vom 10. Januar 1954, S. 13.
- Blieben in Berlin. In: Der TELEGRAF vom 5. Juni 1959.
- BAUEN IN BERLIN 1900–1964, Akademie der Künste: Ausstellung anlässlich der Berliner Bauwochen 1964 vom 4.10.–8.11.1964 ; S. 127.
- EDELSTAHL Rostfrei in der Architektur, Prospekt der Stahlwerke Südwestfalen AG, Ausgabe vom März 1966; S. 21.
- H. Wenig: Edelstahl in der Architektur, Geiswald 1966.
- DE DANSKE SPRITFABRIKKER AALBORG-KOPENHAGEN GMBH BERLIN, Fertigstellung der neuen MALTESERKREUZ AQUAVIT - Fabrik in Berlin , Ilsenburger Straße; Festschrift zur Eröffnung am  15.Juni 1967.
- Bungalow großen Stils. In: ARCHITEKTUR und kultiviertes Wohnen 1968, S. 4–9, Verlag: Jahreszeitenverlag G.m.b.H., Hamburg.
- Studie über das nachmittelalterliche Münzwesen der Herzöge von Pommern. In: Der Münzen- und Medaillen-Sammler, Berichte aus allen Gebieten der Geld-,Münzen- und Medaillenkunde, 10. Jahrgang 1970, S. 1004–1008.
- DIE GROPIUSSTADT ; Verlag Kiepert KG Berlin , 1974 ; S. 79.
- Hans Bandel und Dittmar Machule: Die Gropiusstadt. Der städtebauliche Planungs- und Entscheidungsvorgang. Berlin 1974.
- Ergänzung zur „Geschichte der Reichenbach’schen Medaille“. In: Pommern, Kunst, Geschichte, Volkstum, 13. Jahrgang 1975, Heft 1, S. 36 f.
- Die Münzen der pommerschen Herzöge von 1569 bis zum Erlöschen des Greifengeschlechtes. Bühlau, Wien/Köln/Weimar 1980, ISBN 978-3-412-04679-8.
- Das Schöne pflegen, in: Lüneburger Monatsspiegel, November 1980.
- Lebensbilder aus dem Weizacker, in: Weizackerbrief, Nr.82, Jg. 1981.
- Freude über eine wiedergefundene Münze. In: Pommern, Kunst, Geschichte, Volkstum, 25. Jahrgang 1987, Heft 4, S. 24 f.
- Deutsche Kunst aus dem Osten, Bergstadtverlag Wilhelm Gottlieb Korn, 1989, ISBN 3-87057-148-9, S. 57–67.
- Das Original der Bischof-Otto-Büste ist wieder da. In: Weizackerbrief, Nummer 139 (3/1995), S. 1.
- Das Stettiner Tor zu Pyritz. In: Baltische Studien, Neue Folge, Band 81 (1995), S. 18–36.
- Der Ottobrunnen zu Pyritz. In: Baltische Studien, Neue Folge, Band 85 (1999), S. 98–122.
- Baumeister für Berlin (77): Johannes Hildisch & Gerd Brand. In: Berliner Morgenpost vom 20. Januar 2001.